# Odpovědný redaktor
Odpovědný redaktor je pracovník v redakci knižního nakladatelství, který je zodpovědný za komplexní přípravu díla k vydání. Při své práci spolupracuje s autory, lektory, ilustrátory a dalšími osobami, které se podílejí na konkrétním díle. Jak název naznačuje, odpovídá za obsahovou a formální stránku díla, odpovídá za jeho stylistickou a jazykovou správnost, za sestavení tiráže, přidělení a uvedení ISBN a podobné věci. V novinářských kruzích bývá přirovnáván k obětnímu beránkovi, který před veřejností nese odpovědnost za vydané dílo.